# 적자 지출
재정 정책 내에서 적자 지출(영어: Deficit spending)은 특정 기간 동안 수익을 초과하는 지출액을 의미하며, 단순히 적자(deficit) 또는 재정 적자(budget deficit)라고도 불리며, 재정 흑자의 반대 개념이다. 이 용어는 정부, 민간 기업 또는 개인의 예산에 적용될 수 있다. 경제학에서 중요한 논쟁점인 정부의 적자 지출은 대공황 이후 존 메이너드 케인스에 의해 필요한 경제 도구로 처음 인식되었다.

## 논쟁
정부의 적자 지출은 경제학에서 중요한 논쟁점이며, 저명한 경제학자들이 서로 다른 견해를 가지고 있다.
주류경제학의 입장은 적자 지출이 경기대응적 재정 정책의 일환으로 바람직하고 필요하지만, 구조적 적자(즉, 영구적인 적자)는 없어야 한다는 것이다. 정부는 경기후퇴 동안 총수요 부족을 상쇄하기 위해 적자를 운영해야 하지만, 경기 호황기에는 경제 순환 전반에 걸쳐 순 적자가 발생하지 않도록 흑자를 운영해야 한다(즉, 경기 순환적 적자만 운영하고 구조적 적자는 운영하지 않아야 한다). 이는 케인스 경제학에서 파생된 것으로, 1930년대 대공황과 1950년대 제2차 세계 대전 이후 기간 사이에 인정을 받았다.
이러한 입장은 양측에서 공격을 받는다. 연방 차원의 재정보수주의 지지자들은 적자 지출이 항상 나쁜 정책이라고 주장하는 반면, 일부 포스트케인스주의 경제학자들, 특히 신차탈리스트 또는 현대 화폐 이론의 지지자들은 적자 지출이 새로운 화폐 발행에 필요하며 단지 재정 부양책에만 필요한 것이 아니라고 주장한다. 대부분의 경제학자들에 따르면, 경기 침체기에는 정부가 의도적으로 적자를 운영함으로써 경제를 활성화할 수 있다.
존 메이너드 케인스가 위기 극복을 위해 요청한 적자 지출은 그의 경제 이론의 화폐적 측면이다. 투자가 실질 저축과 같으면, 쌓이는 화폐 자산은 채무 능력과 같다. 그러므로 위기 시의 과도한 화폐 저축은 차입 수준의 증가에 해당해야 하지만, 일반적으로 이러한 일이 발생하지 않으므로 수익이 감소하고 더 높은 수준의 채무가 필요하게 되어 위기가 심화된다. 국가의 적자는 민간 부문을 위한 화폐 자산의 상응하는 축적을 가능하게 하고 경제 붕괴를 막아 민간 화폐 저축이 민간 채무로 인해 고갈되는 것을 방지한다.
수익 흑자가 상응하는 지출 흑사를 어떻게 강제하고, 이것이 다시 경제 붕괴로 이어지는지를 설명하는 화폐 메커니즘은 훨씬 후에 볼프강 슈튀첼이 그의 균형 역학을 통해 설명했다.
1996년 노벨 경제학상을 수상한 윌리엄 비크리는 적자가 낭비적인 지출로 간주되는 것을 금융 근본주의의 가장 큰 오류로 지적하며 다음과 같이 말했다.
이 오류는 개인의 차입에 대한 잘못된 유추에서 비롯된 것 같다. 현재의 현실은 거의 정반대이다. 적자는 수령인의 소득을 구성하는 정부 지출이 세금, 수수료 및 기타 요금으로 가처분 소득에서 차감되는 금액을 초과하는 만큼 개인의 순 가처분 소득을 증가시킨다. 이렇게 추가된 구매력은 지출될 때 민간 생산을 위한 시장을 제공하여 생산자들이 미래에 남겨질 실질 유산의 일부를 형성할 추가 공장 설비에 투자하도록 유도한다. 이는 기반 시설, 교육, 연구 등에서 발생하는 공공 투자 외에도 그렇다. 성장하는 국내총생산(GDP)에서 이익 추구적인 민간 투자가 재활용할 수 있는 것 이상으로 저축을 재활용하기에 충분한 더 큰 적자는 경제적 죄가 아니라 경제적 필수품이다. 실질 생산량의 최대 가능한 성장의 결과로 증가하는 격차를 초과하는 적자는 실제로 문제를 야기할 수 있지만, 우리는 그 수준에 훨씬 미치지 못한다. 심지어 유추 자체도 결함이 있다. 제너럴 모터스, AT&T, 그리고 개별 가계가 연방 정부에 적용되는 방식으로 예산을 균형 맞춰야 했다면, 기업 채권, 모기지, 은행 대출, 그리고 훨씬 적은 수의 자동차, 전화, 주택이 있었을 것이다.
 — 15 Fatal Fallacies of Financial Fundamentalism

### 재정 보수주의
재정 보수주의 지지자들은 정부가 항상 균형 예산을 운영해야 하며(그리고 미결제 채무를 갚기 위해 흑자를 운영해야 함) 적자 지출은 항상 나쁜 정책이라고 주장하며 케인스주의를 반대한다. 신고전파 경제학 경향의 시카고 학파는 재정 보수주의 사상을 지지했다. 미국의 많은 주들은 주 헌법에 균형 예산 수정안을 가지고 있으며, 유럽 통화 동맹의 안정과 성장에 관한 협약은 GDP의 3% 이상인 정부 적자에 벌칙을 부과한다.
재정 보수주의의 지지자들은 현대 경제학의 창시자인 애덤 스미스까지 거슬러 올라간다. 재정 보수주의는 대공황 이전까지 지배적인 입장이었으며, 금본위제와 관련이 있었고 현재는 구식이 된 재무부 견해에서 정부 재정 정책이 비효율적이라고 표현되었다.
적자 지출에 대한 일반적인 주장은 정부-가계 유추이다. 즉, 가계는 적자를 운영해서는 안 된다. 돈을 쓰기 전에 신중하게 돈을 가지고 있어야 하며, 가계에 올바른 것이 국가와 정부에도 올바르다는 것이다. 유사한 주장은 오늘날의 적자 지출이 미래에 증세를 필요로 하여 미래 세대에 부담을 줄 것이라는 것이다. (논의는 세대 회계를 참조하라.)
다른 이들은 채무가 개인에게 빚진 것이자 개인에게 빚진 것이기 때문에 정부 채무의 순 채무 부담은 없으며, 단지 채무를 빚진 자(납세자가 뒷받침하는 정부)로부터 채무를 보유한 자(정부 채권 보유자)로의 부의 이전(재분배)만 있을 뿐이라고 주장한다.
관련된 주장은 오스트리아 학파와 관련이 있는데, 정부 적자가 인플레이션을 유발한다는 것이다. 경미하거나 온건한 인플레이션을 제외한 모든 인플레이션은 일반적으로 경제학에서 나쁜 것으로 받아들여진다. 실제로 이는 정부가 돈을 찍어 채무를 갚고, 통화량을 증가시키며 인플레이션을 유발하기 때문이라고 주장되며, 일부에서는 불환지폐에 반대하고 경화, 특히 금본위제를 지지하는 논거로 더 나아가기도 한다.

### 포스트케인지언 경제학
일부 포스트케인스주의 경제학자들은 적자 지출이 필요하다고 주장하는데, 이는 통화량을 창출하기 위해서(차탈리즘) 또는 민간 투자로 충족될 수 있는 수준을 초과하는 저축 수요를 충족시키기 위해서이다.
차탈리스트들은 적자 지출이 논리적으로 필요하다고 주장하는데, 그들의 견해로는 불환지폐는 적자 지출로 창조되기 때문이다. 불환지폐는 발행되고 지출되기 전에 세금으로 징수될 수 없으며, 유통되는 불환지폐의 양은 정확히 정부 부채이다. 즉, 지출되었지만 세금으로 징수되지 않은 돈이다. "불환지폐 정부는 '지출하고 과세'하며, '과세하고 지출'하는 것이 아니다."라고 꼬집어 말한다. 적자 지출이 먼저 온다.
차탈리스트들은 국가가 가계와 근본적으로 다르다고 주장한다. 자국 통화로만 부채를 지는 불환지폐 시스템의 정부는 이자 부담 채권 부채를 갚기 위해 다른 부채, 즉 불환지폐를 발행할 수 있다. 이 불환지폐는 경제에서 채무를 상환하는 데 사용되는 반면, 가계 부채는 그렇지 않으므로 그들은 비자발적으로 파산할 수 없다. 이러한 견해는 다음과 같이 요약된다.
인용 틀이 비었음 (도움말)
이러한 맥락에서 차탈리스트들은 확장되는 경제에서 통화 팽창을 위해 구조적 적자가 필요하다고 주장한다. 만약 경제가 성장한다면, 통화량도 증가해야 하며, 이는 정부의 적자 지출로 달성되어야 한다. 민간 부문의 저축은 정부 부문 적자와 정확히 일치한다. 충분한 적자 지출이 없으면, 통화량은 경제 내에서 재정적 레버리지를 증가시킴으로써 늘어날 수 있다. 즉, 은행 화폐의 양은 증가하는 반면, 본원통화 공급은 변함없거나 더 느린 속도로 증가하여, 그 비율(레버리지 = 신용/기초)이 증가한다. 이는 신용 거품과 금융위기로 이어질 수 있다.
차탈리즘은 경제학에서 소수 의견이다. 수년 동안 지지자들이 있었고, 존 메이너드 케인스에게 영향을 미쳤으며, 케인스는 특히 이를 인정했지만, 주목할 만한 지지자는 우크라이나계 미국인 경제학자 아바 러너로, 그는 신차탈리즘 학파를 창설하고 그의 기능적 재정론에서 적자 지출을 옹호했다. 신차탈리즘의 현대적 중심지는 캔자스시티 학파이다.
다른 케인스주의자들과 마찬가지로 차탈리스트들은 절약의 역설을 받아들이는데, 이는 개별 가계와 국가 전체의 행동을 동일시하는 것이 구성의 오류를 범한다고 주장한다. 절약의 역설(따라서 재정 부양책을 위한 적자 지출)은 경제학에서 널리 받아들여지고 있지만, 차탈리스트 형태는 그렇지 않다.
적자의 필요성에 대한 대안적 주장은 미국 경제학자 윌리엄 비크리가 제시했는데, 그는 민간 투자로 충족될 수 있는 수준을 초과하는 저축 수요를 충족시키기 위해 적자가 필요하다고 주장했다.
인용 틀이 비었음 (도움말)

## 정부 적자
정부의 지출(즉, 재화 및 서비스 구매 총액, 개인 및 기업에 대한 보조금 지급, 순이자 지급액)이 세금 수익을 초과할 때, 정부 예산은 적자 상태에 있다고 말한다. 세입을 초과하는 정부 지출은 적자 지출로 알려져 있다. 발생주의 회계를 사용하는 정부(현금 회계 대신)의 경우, 예산 잔액은 신규 자본 자산에 대한 지출을 제외하고 경상 운영 지출만을 사용하여 계산된다.:114-116
정부는 보통 적자를 메우기 위해 국채를 발행한다. 이 국채는 중앙은행이 공개 시장 운영을 통해 매입할 수 있다. 그렇지 않으면 부채 발행은 (i) 공공 부채 수준, (ii) 민간 부문 순자산, (iii) 채무 상환(이자 지급), (iv) 이자율을 증가시킬 수 있다. (아래 구축 효과 참조.) 그러나 적자 지출은 GDP 성정률에 따라 GDP 대비 공공 부채가 안정적으로 유지되는 것과 일치할 수 있다.
재정 적자의 반대는 재정 흑자이다. 이 경우 세입이 정부 구매 및 이전 지출을 초과한다. 공공 부문이 적자라는 것은 민간 부문(국내 및 해외)이 흑자임을 의미한다. 따라서 공공 부채 증가는 반드시 민간 부문 순 부채의 동일한 감소에 해당해야 한다. 즉, 적자 지출은 민간 부문이 순자산을 축적할 수 있도록 한다.
평균적으로 경기순환을 통해 대부분의 정부는 재정 적자를 기록하는 경향이 있었으며, 이는 전 세계 정부가 축적한 막대한 부채 잔액에서 확인할 수 있다.

### 케인스 효과
존 메이너드 케인스에 따르면, 많은 경제학자들은 특히 심각한 경기 침체를 완화하거나 종식시키기 위해 적자 지출을 권장한다. 경제에 높은 실업률이 있을 때, 정부 구매 증가는 기업 생산물을 위한 시장을 창출하고, 소득을 창출하며, 소비지출 증가를 촉진하여 기업 생산물에 대한 수요를 더욱 증가시킨다. (이것이 승수 효과이다.) 이는 실질 국내총생산(GDP)과 노동 고용을 증가시키고, 다른 모든 것이 일정하다면 실업률을 낮춘다. (GDP 수요와 실업 사이의 연관성은 오쿤의 법칙이라고 불린다.)
정부 적자로 인한 시장 규모 증가는 기업 수익성을 높이고 낙관론을 자극하여 공장, 기계 등에 대한 민간 고정 투자를 증가시킴으로써 경제를 더욱 활성화할 수 있다. 이러한 가속도 효과는 수요를 더욱 자극하고 고용 증가를 촉진한다.
마찬가지로, 정부 흑자를 운영하거나 적자를 줄이면 소비자와 기업 지출이 감소하고 실업이 증가한다. 이는 인플레이션율을 낮출 수 있다. 거시 경제를 조종하기 위한 정부 적자의 사용은 재정 정책이라고 불린다.
적자는 단순히 수요를 자극하는 것이 아니다. 민간 투자가 자극되면, 그것은 장기적으로 생산량을 공급하는 경제의 능력을 증가시킨다. 또한, 정부의 적자가 기반 시설, 기초 연구, 공중 보건 및 교육과 같은 것에 지출된다면, 그것은 또한 장기적으로 잠재 생산량을 증가시킬 수 있다. 마지막으로, 정부 적자가 제공하는 높은 수요는 베르도른의 법칙에 따라 잠재 공급의 더 큰 성장을 실제로 가능하게 할 수 있다.
적자 지출은 인플레이션을 야기하거나 기존 인플레이션이 지속되도록 부추길 수 있다. 예를 들어, 미국의 베트남 전쟁 시기 적자는 인플레이션을 부추겼다. 이는 특히 낮은 실업률에서 그렇다. 그러나 정부 적자만이 인플레이션의 원인은 아니다. 1970년대의 석유 위기와 같은 공급 측면 충격, 그리고 과거로부터 남아있는 인플레이션(예: 인플레이션 기대와 물가-임금 나선)으로 인해 발생할 수 있다.
균형이 총공급 곡선의 고전적 범위에 있다면, 정부 지출 증가는 실업에 영향을 미치지 않고 인플레이션으로 이어질 것이다. 또한 인플레이션이 지속될 수 있도록 시스템에 충분한 돈이 순환되어야 하므로 인플레이션은 통화 정책에 달려있다.

### 대부자금설
많은 경제학자들은 정부 적자가 대부 자금 시장을 통해 경제에 영향을 미친다고 믿지만, 차탈리스트들과 다른 포스트 케인스주의자들은 그 존재를 부정한다. 이 시장에서 정부 차입은 대부 자금 수요를 증가시키고 (다른 변화를 무시하면) 이자율을 상승시킨다. 상승하는 이자율은 고정 민간 투자 지출을 구축하거나 위축시켜, 적자로 인한 수요 자극을 일부 또는 전부 상쇄하고 장기적인 공급 측면 성장을 저해할 수 있다.
또한 적자 증가는 총 소득 수령액을 증가시키고, 이는 개인과 기업이 저축하는 금액을 증가시켜 대부 자금 공급을 늘리고 이자율을 낮춘다. 따라서 구축 효과는 경제가 이미 완전 고용에 가까워지고(예를 들어, 약 4% 실업률) 소득 및 저축 증가의 여지가 자원 제약(잠재 생산량)으로 인해 막혀 있을 때만 문제가 된다.
1945년에 GDP를 초과하는 정부 부채에도 불구하고, 미국은 1950년대와 1960년대의 오랜 번영을 누렸다. 공급 측면의 성장은 막대한 적자와 부채로 인해 훼손되지 않은 것으로 보인다.
정부 적자는 국가채무를 증가시킨다. 많은 나라에서 정부는 은행에서 빌리는 대신 채권을 팔아서 돈을 빌린다. 이 채무의 가장 중요한 부담은 채권 보유자에게 지불해야 하는 이자로, 이는 정부가 지출을 늘리거나 세금을 줄여 다른 목표를 달성하는 능력을 제한한다.

### 구축 효과
일반적으로 경제학자들이 "구축 효과"라는 용어를 사용할 때, 이는 정부 지출이 민간 기업이 다른 용도로 사용할 수 있었던 금융 및 기타 자원을 소모하는 것을 의미한다. 그러나 일부 논평가들은 "구축 효과"를 정부가 민간 산업에 사업 기회가 될 수 있었던 서비스나 재화를 제공하는 것을 의미하기도 한다.

### 의도치 않은 적자
국가 정부의 적자는 정책 결정의 결과로 의도적일 수도 있고, 의도치 않을 수도 있다. 경제가 경기 침체에 빠질 때, 부유한 국가들에서는 일반적으로 적자가 증가한다. 경제 활동(소득, 지출 또는 거래)에 기반한 누진세로 인한 세입은 감소한다. 재산세와 같은 다른 세입원은 자산 가격 거품의 영향을 받기는 하지만, 경기 침체의 영향을 받지는 않는다. 실업 증가와 가계 소득 감소로 인한 이전 지출은 증가한다.

### 자동적 적자 정책 vs. 적극적 적자 정책
대부분의 경제학자들은 가벼운 경기 침체(또는 인플레이션을 막기 위한 흑자)에 대처하기 위해 적극적 또는 재량적 적자 사용보다는 자동적 안정화 장치 사용을 선호한다. 적극적인 정책 결정은 정치인들이 제정하는 데 너무 오래 걸리고 경제에 영향을 미치는 데도 너무 오래 걸린다. 종종 그 약은 질병이 치료된 후에야 경제에 영향을 미쳐 인플레이션과 같은 부작용을 남긴다. 예를 들어, 존 F. 케네디 대통령은 1960년 높은 실업률에 대응하여 감세를 제안했지만, 이는 1964년에야 시행되었고 1965년 또는 1966년에야 경제에 영향을 미쳤으며, 증가된 부채는 인플레이션을 부추겨 베트남 전쟁 적자 지출의 효과를 강화했다.

## 구조적 적자와 경기 순환적 적자

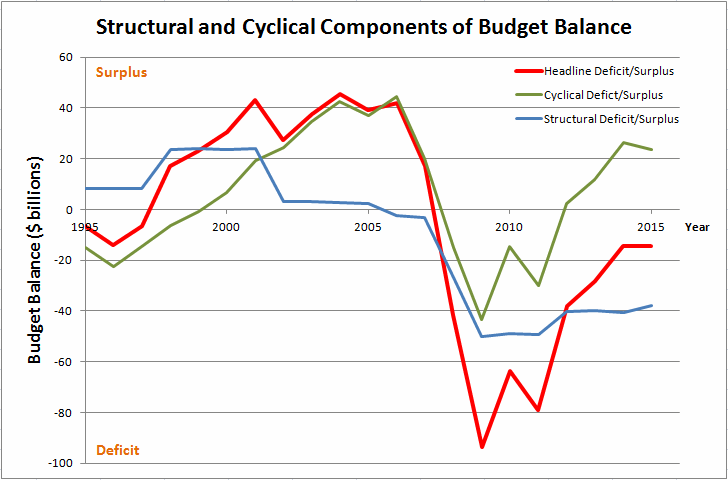
가상의 경제에 대한 구조적(파란색) 및 경기 순환적(녹색) 구성 요소가 합산되어 헤드라인 적자/흑자(빨간색)를 나타낸다.

구조적 적자와 경기 순환적 적자는 적자 지출의 두 가지 구성 요소이다. 이 용어는 특히 국가 경제의 전체 정부 예산 잔액에 기여하는 공공 부문 지출에 적용된다. 총 예산 적자, 즉 헤드라인 적자는 구조적 적자와 경기 순환적 적자(또는 흑자)의 합과 같다.

### 경기 순환적 적자
경기 순환적(임시적) 적자는 경기순환과 관련된 적자이다. 경기순환은 경제 확장에서 경제 수축으로 이동하여 다시 확장되기 시작하는 데 걸리는 기간이다. 이 주기는 몇 개월에서 수년까지 지속될 수 있으며, 예측 가능한 패턴을 따르지 않는다.
경기 순환적 적자는 경기 활동 수준이 낮고 실업 수준이 높아지는 경기 순환의 최저점에서 발생하는 적자이다. 이는 세금으로부터의 정부 세입 감소와 사회 보장과 같은 지출 증가로 이어져 경제가 적자로 전환될 수 있다. 경기 순환적 요소는 정부 결정에 영향을 받지만, 주로 정부 통제를 벗어나는 국내외 경제 상황에 의해 영향을 받는다.

### 구조적 적자
구조적(영구적) 적자는 경기 순환적 적자와 달리 정부 수입과 지출의 근본적인 불균형으로 인해 경기 순환의 어느 시점이든 존재한다. 따라서 수입이 높은 경기 순환의 최고점에서도 국가 경제는 여전히 적자 상태일 수 있다.
예산의 구조적 요소는 일부 경제학자들이 정부의 재정 관리를 나타내는 지표로 사용하는데, 이는 장기적인 정부 수입과 지출 간의 근본적인 균형을 나타내면서 주로 경기순환에 기인하는 요소를 제거하기 때문이다. 다른 경제학자들은 구조적 적자를 단순히 정부의 암묵적인 재량적 재정 태도를 반영하는 것으로 본다. 즉, 구조적 적자는 적어도 명목상의 경제성장을 촉진하는 확장적인 재정 태도일 것이다.
적자가 차입으로 조달되는 경우, 일부 경제학자들은 구조적 적자가 정부의 문제라고 본다. 왜냐하면 경기 순환의 최고점에서도 정부는 계속 차입하여 채무를 계속 축적해야 할 수 있기 때문이다. 그들에 따르면, 이는 GDP 대비 채무 비율, 즉 경제의 건전성을 측정하고 국가의 채무 상환 능력을 나타내는 기본 지표의 지속적인 "악화"로 이어질 것이라고 한다.
다른 경제학자들은 부채가 자국 통화로 발행되고, 해당 통화가 다른 통화에 대해 자유롭게 '변동'하며, 적자 수준이 과도한 인플레이션을 유발할 정도로 크지 않다면 구조적 적자는 무해하다고 믿는다. 구조적 적자를 줄여야 한다고 믿는 경제학자들은 구조적 적자 문제는 정부 정책에 의해서만, 주로 정부 지출을 줄이거나 과세를 늘리는 방식으로 해결될 수 있다고 주장한다.
불환지폐를 사용하는 국가의 대안은 부채의 화폐화를 통해 높은 부채 수준과 불량한 GDP 대비 부채 비율을 해결하는 것이다. 이는 본질적으로 부채를 갚는 데 사용될 더 많은 화폐를 창조하는 것이다. 부채를 화폐화하면 높은 수준의 인플레이션으로 이어질 수 있지만, 적절한 재정 통제가 있다면 최소화되거나 심지어 피할 수 있다. 이것과 채무의 불이행이라는 마지막 선택지 모두 투자가들에게는 좋지 않은 결과로 여겨진다. 최근 2008년 금융위기 이후 영국, 미국, 유로존에서 양적 완화와 관련된 사례들이 있었다. 이는 금본위제 폐지 이후 처음으로 발생한 사례들이다.
구조적 적자는 계획될 수도 있고, 잘못된 경제 관리나 국가의 근본적인 경제 능력 부족으로 인해 의도치 않게 발생할 수도 있다. 계획된 구조적 적자에서 정부는 경제의 생산 잠재력을 향상시키기 위해 국가의 미래에 돈을 지출하기로 약속할 수 있다. 예를 들어, 기반 시설, 교육, 교통에 투자하여 이 투자가 장기적인 경제적 이득을 가져올 의도이다. 이러한 투자가 계획대로 진행된다면 구조적 적자는 장기적으로 투자 수익으로 인해 해결될 것이다. 그러나 지출이 수입을 계속 초과하면 구조적 적자는 악화될 것이다.
정부는 또한 국가의 생활 수준을 유지하고 시민에 대한 의무를 계속하기 위해 의도적으로 예산을 적자로 계획할 수 있지만, 이는 일반적으로 잘못된 경제 관리를 나타낸다. 지속적인 계획된 구조적 적자는 궁극적으로 투자가들의 국가 채무 상환 능력에 대한 신뢰 위기로 이어질 수 있으며, 2008년 금융위기 이후 여러 유럽 국가, 특히 그리스 국가 부채 위기와 2008년~2014년 스페인 금융 위기에서 볼 수 있다.

### 구조적 흑자와 경기 순환적 흑자
구조적 흑자와 경기 순환적 흑자는 위에서 설명한 적자의 반대 개념이다. 경기 순환적 흑자의 경우, 경기 순환의 최고점에서 정부 수입이 더 높아지고 정부 지출은 낮아져 수입이 지출을 초과하여 정부가 흑자를 경험하게 될 것으로 예상된다. 마찬가지로 구조적 흑자는 정부 예산이 경기 순환의 어느 시점이든 근본적으로 흑자 상태로 운영될 때를 의미한다.

### 구조적 및 경기 순환적 요소의 상호작용
전반적인 정부 예산 균형은 경기 순환적 적자 또는 흑자와 구조적 적자 또는 흑자의 합으로 결정된다(차트 참조). 따라서 예를 들어, 경기 순환적 흑자가 구조적 적자보다 크다면, 전체 예산이 흑자로 보일 수 있으므로 기본적인 구조적 적자를 가릴 수 있다. 이 경우, 경제 상황이 악화되어 예산이 경기 순환적 적자로 전환되면, 구조적 및 경기 순환적 적자가 복합적으로 작용하여 더 높은 적자와 더 심각한 경제 상황으로 이어질 것이다.
이러한 예는 하워드 정부 후기 오스트레일리아에서 발생했다. 2009년부터 호주 재무부는 예산 균형의 경기 순환적 요소와 구조적 요소를 분리하려고 시도했으며, 구조적 요소에 대한 추정치를 처음으로 발표하기 시작했다. 재무부는 여러 해 동안 크고 종종 예상치 못한 헤드라인 흑자에도 불구하고, 호주 경제는 실제로는 적어도 2006-2007년부터 구조적 적자 상태였으며, 2002-2003년부터 악화되고 있었다는 것을 보여주었다. 이 시점에서 그들은 2006-2007년에 A$172억의 헤드라인 흑자가 있었음에도 불구하고, 약 30억 달러, 즉 GDP의 0.3%에 해당하는 기본적인 구조적 적자가 있었다고 판단했다.
이 구조적 적자는 광업 붐으로 인한 극도로 높은 수입과 수년간의 대규모 흑자로 인해 발생했는데, 하워드 정부는 이를 미래의 경기 침체에 대비하여 저축하거나 투자하는 대신 지출과 감세에 사용했다. 2008년 금융위기 동안 수입이 급격히 그리고 상당히 감소하면서 기본적인 구조적 적자가 드러나고 악화되었고, 이는 나중에 정부들이 해결해야 할 문제가 되었다. 2008-2009년 예산이 320억 달러의 헤드라인 적자를 기록했을 때, 구조적 적자는 약 500억 달러에 달했다. 2013년에는 구조적 적자가 약 400억 달러, 즉 GDP의 2.5% 수준을 유지하고 있는 것으로 추정되었다.

### 비판
경제학자 크리스 딜로(Chris Dillow)는 경기 순환적 적자와 구조적 적자 사이의 구분에 의문을 제기했으며, 이는 다른 선도적인 경제학자들의 지지를 받았다. 그는 특히 회고적이 아닌 현재 상황을 다룰 때 명확한 구분을 허용하기에는 너무 많은 변수가 관련되어 있다고 주장하며, 구조적 적자 개념이 분석적 목적보다 정치적 목적으로 더 많이 사용될 수 있다고 시사한다. 이 글은 주로 1997년부터 2010년까지의 영국 노동당 정부에 초점을 맞추었는데, 크리스 딜로가 이 정부의 강력한 지지자였으며, 그들이 막대한 구조적 적자를 운영했다는 비판에 대한 내용이었다. 에드 볼스(2006년 5월부터 2007년 6월까지 재무부 경제 담당 장관을 역임)는 당시에는 알지 못했지만, 2007년에 그들이 구조적 적자를 운영하고 있었음을 인정했다. 경제학자이자 교수인 빌 미첼(Bill Mitchell) 또한 '구조적 적자'라는 용어의 오용에 의문을 제기했으며, 특히 호주 맥락에서 그러했다.
마틴 울프는 구조적 또는 경기 순환 조정된 균형이 무엇인지 아무도 모르며, 그러한 지식이 가장 필수적인 시기, 즉 경제가 호황을 겪을 때 가장 알기 어렵다고 주장한다. 그는 2000-2007년 아일랜드와 스페인의 평균 구조적 재정 균형에 대한 국제통화기금 추정치가 크게 다르다는 두 가지 예를 제시한다. 이 추정치는 2008년과 2012년에 이루어졌으며, 울프는 이것이 예측이 아니라 사후 추정임을 강조한다. 구체적으로, 국제통화기금은 2008년에 아일랜드가 2000년부터 2007년까지 연평균 GDP 대비 1.3%의 구조적 흑자를 기록했으며, 스페인은 같은 기간 동안 연평균 GDP 대비 0.5%의 구조적 흑자를 기록했다고 발표했다. 4년 후, 국제통화기금은 이 동일한 8년 동안 아일랜드의 연평균 구조적 재정 균형이 2008년 4월에 생각했던 것보다 4%포인트 더 나빴다고 결정했으며, 아일랜드가 연평균 GDP 대비 2.7%의 구조적 재정 적자를 기록했다고 추정했다. 스페인의 경우, 2012년 국제통화기금 추정치는 1.7%포인트 차이가 났으며, 이번에는 스페인이 2000-2007년 동안 연평균 GDP 대비 1.2%의 구조적 재정 적자를 기록했다고 추정했다.
리즌에 글을 쓴 브루스 얀들(Bruce Yandle)은 2022년 인플레이션 상승의 결과로 "치솟는 인플레이션에 대해 모스크바가 아닌 워싱턴을 비난하라. 적자 지출이 더 큰 원인임을 인정하려는 정치인은 거의 없다."고 말했다.

## 같이 보기
- 인플레이션
- 기능적 재정론
- Deficit (disambiguation)
- 국가채무
- 균형 예산 수정안
- 케인스 경제학
- 재정 정책

## 참고 문헌
- William J. Baumol, Alan S. Blinder (2005). 《Economics: Principles and Policy》. Thomson South-Western. ISBN 0-324-22113-4.
- Mitchell, Bill: Deficit spending 101 – Part 1, Part 2, Part 3; 신차탈리스트 (현대 통화 이론) 적자 지출에 대한 관점
- Vickrey, William (1996년 10월 5일). “Fifteen Fatal Fallacies of Financial Fundamentalism: A Disquisition on Demand Side Economics”. Paper was written one week before the author's death, three days before he received the 노벨 경제학상.
- McGregor, Michael A., Driscoll, Paul D., McDowell, Walter (2010) “Head’s Broadcasting in America: A Survey of Electronic Media”. Boston, Massachusetts: Allyn & Bacon p. 180.

## 추가 자료
- Seater, John J. (2008). 〈Government Debt and Deficits〉.   David R. Henderson. 《경제학 개론》 2판. Indianapolis: 경제와 자유의 도서관. ISBN 978-0865976658. OCLC 237794267.
- Higgs, Robert (2008). 〈www.econlib.org/library/Enc/GovernmentGrowth.html〉.   David R. Henderson. 《경제학 개론》 2판. Indianapolis: 경제와 자유의 도서관. ISBN 978-0865976658. OCLC 237794267.